# Lichtsicht
lichtsicht war von 2007 bis 2017 eine Projektions-Biennale in Bad Rothenfelde in Niedersachsen. Im Herbst jedes ungeraden Jahres und in den folgenden Wintermonaten wurde Westeuropas größtes Gradierwerk als Projektionsfläche genutzt. Seit 2017 findet lichtsicht alle drei Jahre, also als Triennale statt.
Manfred Schneckenburger leitete bis zur 4. lichtsicht-Biennale die Veranstaltung. 2015 übernahm Peter Weibel (Direktor des ZKM) die künstlerische Leitung. Bei der 6. lichtsicht-Biennale 2017 war wieder Manfred Schneckenburger der künstlerische Leiter. 2020 findet lichtsicht 7 unter der künstlerischen Leitung von Michael Bielický statt.
Am 2. November 2020 wurde wegen des von dem durch die COVID-19-Pandemie ausgelösten und vom Land Niedersachsen verfügten Lockdowns eine Unterbrechung der Veranstaltung lichtsicht verfügt. Das Land stufte die Schau als „eine Veranstaltung mit zeitweise stehendem Publikum [ein], die der Unterhaltung im öffentlichen Raum dient.“ Da die „Unterbrechung“ wegen der konstant hohen Zahl Infizierter während des Herbstes 2020 und des Winters 2020/2021 nicht beendet werden konnte, erwies sie sich im Nachhinein zunächst als Abbruch der Veranstaltung. Am 22. Oktober 2021 erfolgte der Restart der lichtsicht 7, die wie vorgesehen am 22. Februar 2022 endete.
2024 gab die Veranstaltungsgesellschaft bekannt, dass die lichtsicht Triennale aufgrund finanzieller Herausforderungen eingestellt wird.

## Teilnehmende Künstler
- 2007: lichtsicht 1: Gudrun Barenbrock, Harald Fuchs, Andreas M. Kaufmann, Elisabeth Lumme, Achim Mohné, Ben Patterson, Katarina Veldhues / Gottfried Schumacher

- 2009: lichtsicht 2: Luzia-Maria Derks, Ugo Dossi, Mischa Kuball, Marion Niessing, Xavier de Richemont, Katarina Veldhues / Gottfried Schumacher, Claudia Wissmann

- 2011: lichtsicht 3: AES+F, Rainer Gamsjäger, Sigalit Landau, Mioon - Min Kim, Moon Choi, Klaus Obermaier, Sigrid Sandmann, Kanjo Také, Urbanscreen, Mariana Vassileva, Claudia Wissmann

- 2013: lichtsicht 4: Daniel Askill, Michael Bielicky & Kamila B. Richter, Mihai Grecu, Detlef Hartung & Georg Trenz, Geoffrey Hendricks, Moon Kyungwon & Jeon Joonho, Martin Rosenthal, Robert Seidel, Berty Skuber, Kanjo Také, Urbanscreen, Veldhues & Schumacher,

- 2015: lichtsicht 5: Robert Wilson, William Kentridge, Ryoji Ikeda, Random International, rosalie, Eyal Gever, Tim Otto Roth, LASACT, Holger Förterer, Daniel Crooks

- 2017: lichtsicht 6: Zum zehnjährigen Bestehen wurde ein „Best-of“ der lichtsicht 1‒5 zusammengestellt.

- 2020: lichtsicht 7: Refik Anadol, Dongling Wang, Jeffrey Shaw, Conrad Veit, Max Hattler, Lydia Hoske, Lu Yang, Nao Yoshigai, Julius von Bismarck, Simon Weckert / Phillip Weiser, Natalie Bookchin, Eija-Liisa Ahtila.